# Yoko-Gake

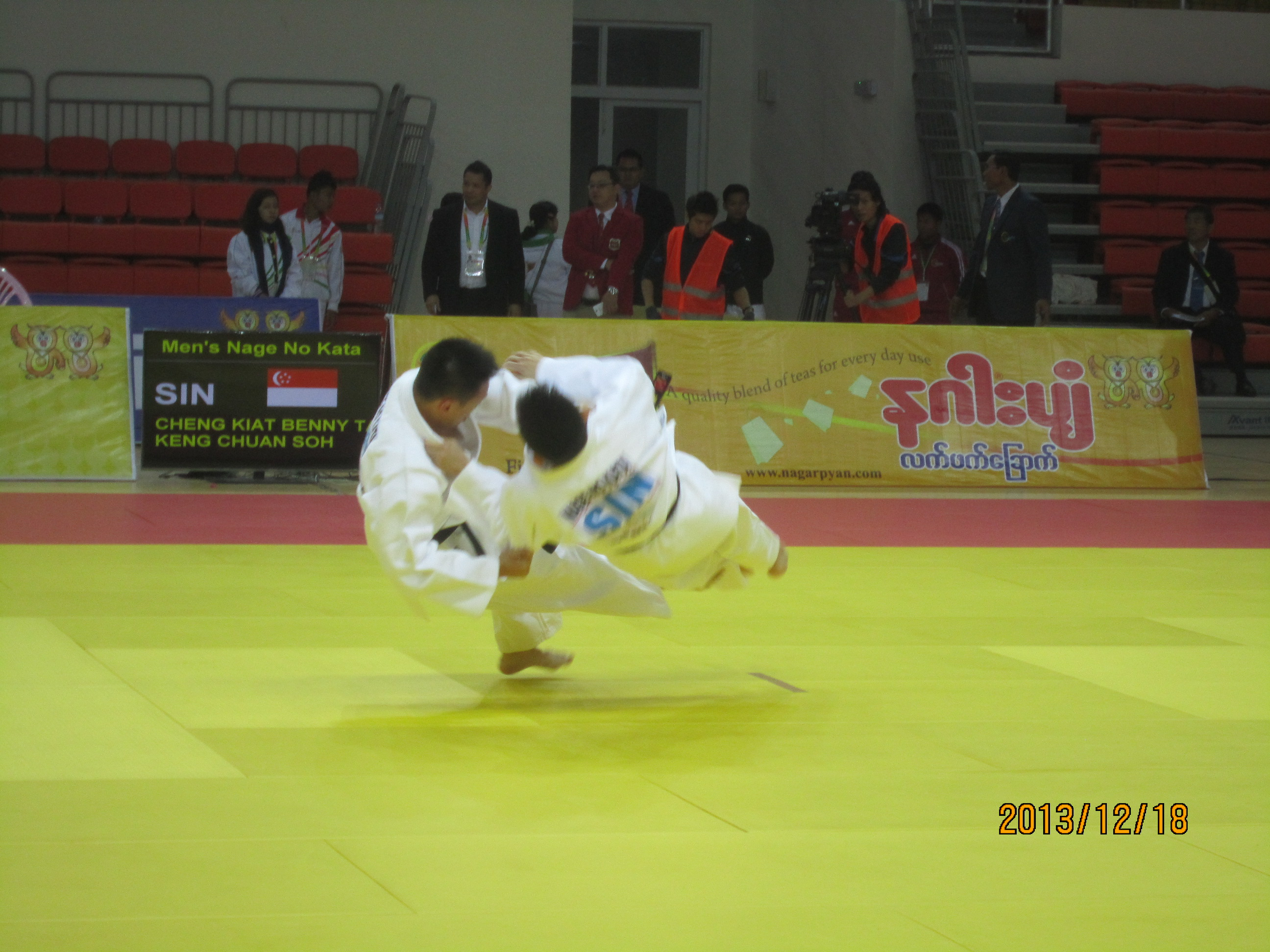
Yoko-Gaké

Yoko-Gake (accrochage latéral, en japonais : 横掛) est une technique de projection du judo. Yoko-Gake est le 8e mouvement du 5e groupe du gokyo. Yoko-Gake est un mouvement du Nage-no-kata.